# Госпитон
Госпитон (итал. Ospitone, лат. Hospiton; VI век) — предводитель «варваров», населявших регион Барбаджа на Сардинии в конце VI веке (по-видимому, илийцев). Одним из первых на острове принял христианство, что поставил ему в заслугу папа римский Григорий I Великий в своём письме 594 году. Заключил мир с Византией и позволил византийским миссионерам Феликсу и Кириаку проповедовать христианство среди своего народа.